# Adriana Behar
Adriana Behar (Río de Janeiro, 14 de febrero de 1969) es una exjugadora brasileña de voleibol de playa.
Comenzó a practicar deportes como patinadora, pasándose al voleibol cuando tenía 16 años. Jugó profesionalmente en Italia antes de dedicarse al voleibol de playa. Midiendo 1,78 metros de altura, formó pareja competitiva con Shelda Bede en 11 de octubre de 1995, formando una de las parejas femeninas de voleibal más victoriosas de Brasil, con más de mil victorias y 114 títulos conquistados. La pareja jugaba para el Club de Regatas Vasco da Gama y representó a Brasil en dos Olimpíadas, en Juegos Panamericanos y en el Circuito Mundial, conquistando la medalla de plata olímpica en Sídney 2000 y Atenas 2004.
En 2006, jugando en pareja con Bede, figuró en el Guiness Book of Records como la jugadora con más títulos conquistados en el Circuito Mundial de Voleibol de Playa, un total de seis. Perdió esta posición posteriormente a su propia excompañera,  quien ganó el circuito mundial de 2008 con Ana Paula Connelly y a la pareja conformada por Larissa França y Juliana Silva, esta última ha llegado en 2015 a ser  poseedora del nuevo récord absoluto, con ocho victorias en el circuito mundial. 
Adriana se jubiló del voleibol en 2008 y decidió participar en el proyecto Embajadores del Deporte del Banco do Brasil junto con otros exjugadores del voleibol de cancha y pasó a dar charlas, participar en eventos y realizar acciones sociales conectadas a este proyecto. En 2010, junto con Shelda Bede, ingresó al Volleyball Hall of Fame, la primera vez que una pareja recibía un nombramiento conjunto para este reconocimiento internacional. En 2012, pasó a ser la única representante de Brasil en la Comisión de Mujeres del Comité Olímpico Internacional.  Hoy es la presidenta de la Comisión para la Mujer en el Deporte del Comité Olímpico Brasileño.
De origen judío libanés, es la única deportista brasileña que forma parte del International Jewish Sports Hall of Fame, junto a figuras universales del deporte como el nadador multicampeón olímpico  norteamericano Mark Spitz y el expiloto de Fórmula 1 Jody Scheckter.

## Principales resultados
2004
– Juegos Olímpicos – Atenas
– Circuito Mundial
– Circuito Brasileño
2003
– Campeonato Mundial – Río de Janeiro
– Circuito Mundial
– Circuito Brasileño
2002
– Circuito Brasileño
– Circuito Mundial
2001
– Campeonato Mundial – Klagenfurt
– Circuito Mundial
– Circuito Brasileño
– Goodwill Games – Brisbane
2000
– Juegos Olímpicos – Sydney
– Circuito Mundial
– Circuito Brasileño
1999
– Campeonato Mundial – Marsella
– Juegos Panamericanos – Winnipeg
– Circuito Mundial
– Circuito Brasileño
1998
– Circuito Mundial
– Goodwill Games – Nueva York
– Circuito Brasileño
1997
– Campeonato Mundial – Los Ángeles
– Circuito Mundial
– Circuito Brasileño
1996
– Circuito Brasileño
– Circuito Mundial